# Wilancookita
La wilancookita es un mineral de la clase de los minerales fosfatos. Fue descubierta en una mina del municipio de Itinga, en el estado de Minas Gerais (Brasil), y aprobada como mineral válido en 2015, siendo nombrada así en honor de William Cook y Anne Cook, una pareja de ávidos recolectores de minerales estadounidenses. Un sinónimo es su clave: IMA 2015-034.

## Características químicas
Es un fosfato muy hidratado de bario, litio y berilio, que cristaliza en el sistema cristalino cúbico. Relacionada con la pahasapaíta (Li8(Ca,Li,K)10.5Be24(PO4)24 ·38H2O).